# Adolf von Hertenstein

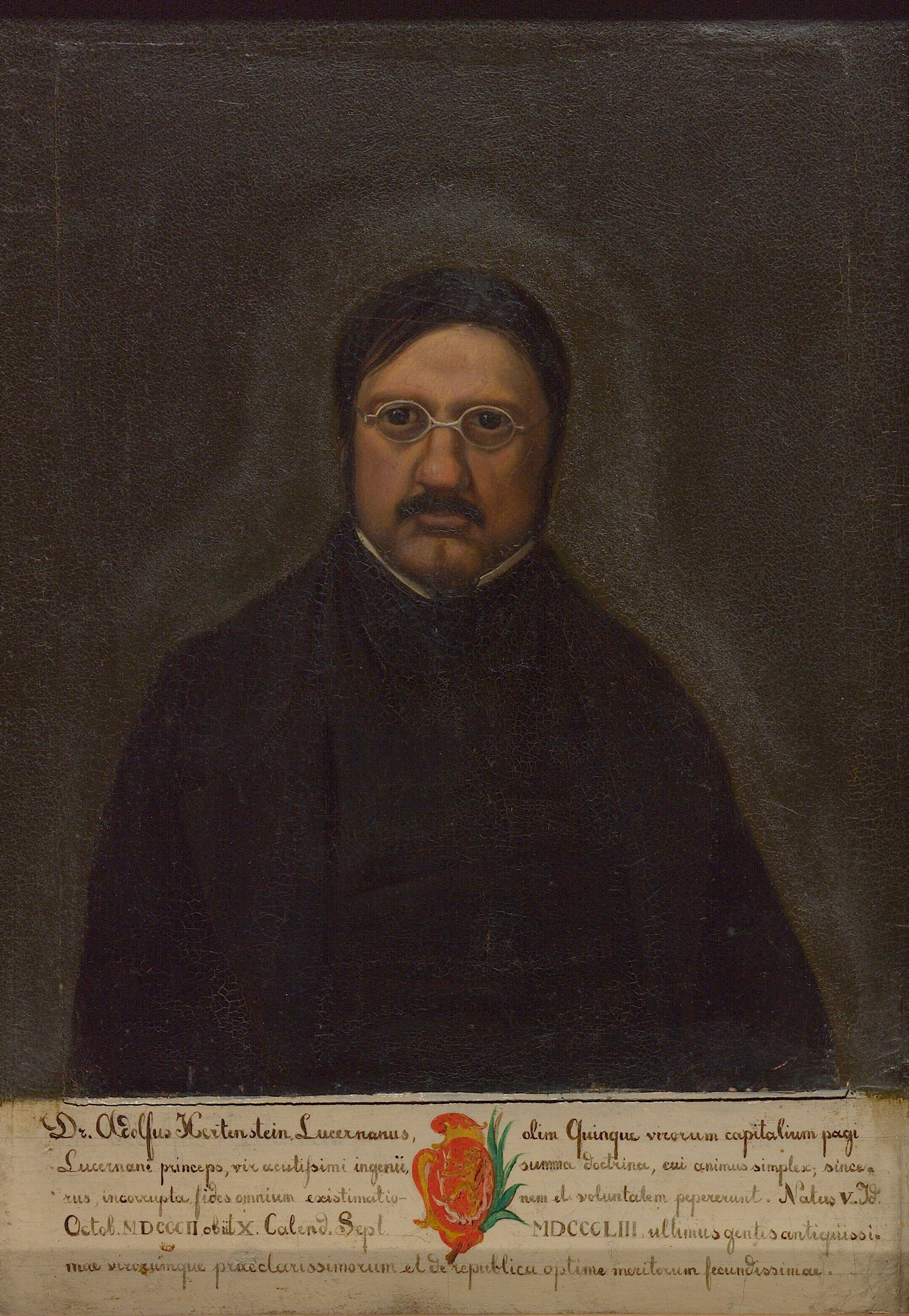
Porträt von Adolf von Hertenstein aus Porträtgalerie 'merkwürdigen Luzernerinnen und Luzerner'

Adolf von Hertenstein (* 11. Oktober 1802 in Neudorf; † 22. August 1853 in Werthenstein) war ein Schweizer Jurist und Politiker.

## Biografie
Adolf von Hertenstein studierte in Würzburg, Göttingen und Wien Rechtswissenschaften. In Göttingen wurde er 1825 Mitglied des Corps Helvetia. Das Studium schloss er mit der Promotion zum Dr. iur. ab.
Als Advokat war er von 1827 bis 1829 Luzerner Kantonsfürsprecher (Advokat, der vor allen Behörden auftreten darf). Er schlug die Richterlaufbahn ein. Von 1827 bis 1830 war er Bezirksrichter und Vizeverhörrichter, von 1831 bis 1836 Appellationsrichter und in den Zeiträumen von 1836 bis 1841 und von 1847 bis 1853 Präsident des Kriminalgerichts.
Als Politiker gehörte er dem Komitee für die Verfassungsrevision und 1831 dem Verfassungsrat des Kantons Luzern an. Von 1831 bis 1841 und von 1847 bis 1853 war er liberaler Abgeordneter zum Grossen Rat des Kantons Luzern. 1832 war er Luzerner Tagsatzungsgesandter und 1838 eidgenössischer Repräsentant in Schwyz. Von 1832 bis 1835 gehörte er dem Grossen Stadtrat von Luzern an. Von 1836 bis 1841 war er Erziehungsrat.
Nach dem Sonderbundskrieg leitete er am 26. November 1847 die Bürgerversammlung, die eine provisorische Luzerner Regierung proklamierte.